# 12-Stunden-Rennen von Sebring 2012

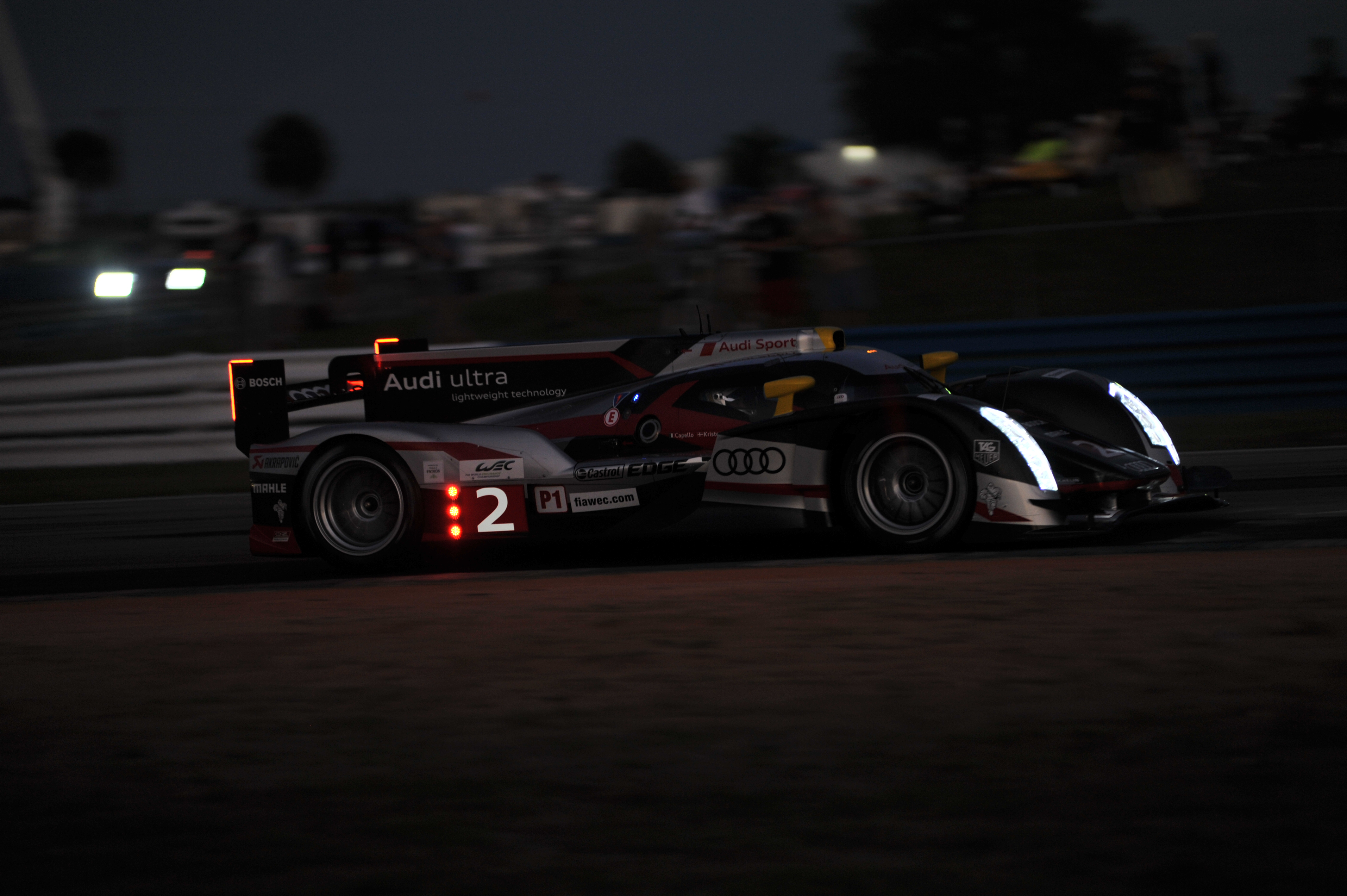
Der siegreiche Audi R18 TDI (Startnummer 2) in der Nacht

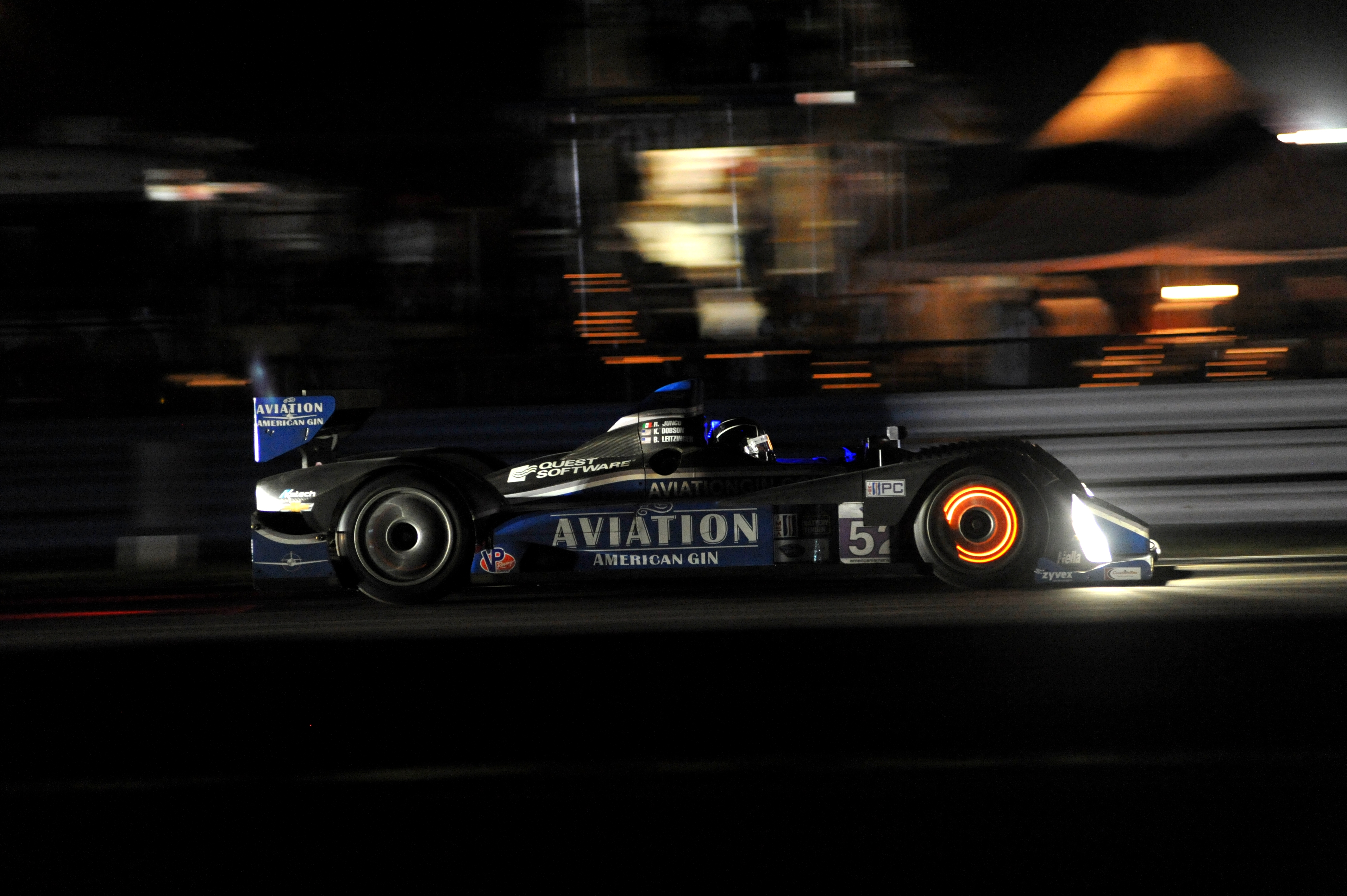
Butch Leitzinger im Oreca FLM09, ebenfalls in der Nacht

Das 60. 12-Stunden-Rennen von Sebring, auch 60th Annual Mobil 1 Twelve Hours of Sebring Fueled by Fresh From Florida for ALMS / FIA WEC, Sebring International Raceway, fand am 17. März 2012 auf dem Sebring International Raceway statt und war der erste Wertungslauf der ALMS-Saison und der FIA-Langstrecken-Weltmeisterschaft 2012.

## Vor dem Rennen
1992 endete die 1953 erstmals ausgetragene Sportwagen-Weltmeisterschaft. Ab 2012 gab es mit der FIA-Langstrecken-Weltmeisterschaft ein neues weltweites Championat für Sportwagen und GT-Fahrzeuge. Die Weltmeisterschaft ist eine vom Automobile Club de l’Ouest organisierte Langstreckenrennserie für Sportprototypen und Gran Turismos, die nach den Regeln und Richtlinien der 24 Stunden von Le Mans ausgetragen wird. Die Serie ging aus dem Intercontinental Le Mans Cup hervor, dem die FIA ab 2012 offiziellen WM-Status verlieh. Das erste Rennen war das 12-Stunden-Rennen von Sebring 2012.

## Das Rennen
Da in Sebring sowohl die in der Langstrecken-Weltmeisterschaft gemeldeten Fahrzeuge als auch die Teams aus der American Le Mans Series startberechtigt waren, gab es ein großes Starterfeld von 63 Wagen am Renntag. Nachdem der Vorstand von Peugeot zu Beginn des Jahres den sofortigen Rückzug aus den Sportwagenrennen bekannt gegeben hatte und Toyota das Debüt des TS030 Hybrid erst mit dem 6-Stunden-Rennen von Spa-Francorchamps vorsah, waren die drei gemeldeten Audi R18 TDI die einzigen Werkswagen in der LMP1-Klasse. Im Rennen sah es auch lange nach einem ungefährdeten Dreifachsieg der Audis aus, bis knapp vor Halbzeit des Rennens der führende Wagen von André Lotterer, Benoît Tréluyer und Marcel Fässler in langsamer Fahrt an die Box kam. Die Gänge ließen sich nicht mehr wechseln. Erst nach einem Wechsel der elektrischen Schalteinheit, der 17 Runden Rückstand verursachte, konnte der Wagen wieder auf die Rennbahn geschickt werden.
Im Ziel gab es dennoch einen klaren Audi-Doppelsieg. Der drittplatzierte HPD ARX-03b von Enzo Potolicchio, Ryan Dalziel und Stéphane Sarrazin hatte im Ziel bereits sechs Runden Rückstand auf den siegreichen R18 TDI von Allan McNish, Tom Kristensen und Rinaldo Capello.

## Ergebnisse

### Schlussklassement
| 1               | LMP1    | 2   | Audi Sport Team Joest        | Allan McNish Tom Kristensen Rinaldo Capello             | Audi R18 TDI              | 325 |
| 2               | LMP1    | 3   | Audi Sport Team Joest        | Timo Bernhard Romain Dumas Loïc Duval                   | Audi R18 TDI              | 321 |
| 3               | LMP2    | 44  | Starworks Motorsport         | Vicente Potolicchio Ryan Dalziel Stéphane Sarrazin      | HPD ARX-03b               | 319 |
| 4               | LMP2    | 055 | Level 5 Motorsports          | Scott Tucker Christophe Bouchut João Barbosa            | HPD ARX-03b               | 319 |
| 5               | LMP2    | 24  | OAK Racing                   | Matthieu Lahaye Olivier Pla Jacques Nicolet             | Morgan LMP2               | 318 |
| 6               | LMP1    | 16  | Pescarolo Team               | Emmanuel Collard Jean-Christophe Boullion Julien Jousse | OAK Pescarolo 01          | 318 |
| 7               | LMP2    | 49  | Pecom Racing                 | Luís Pérez Companc Pierre Kaffer Soheil Ayari           | Oreca 03                  | 317 |
| 8               | LMP1    | 016 | Dyson Racing                 | Chris Dyson Guy Smith Steven Kane                       | Lola B12/60               | 317 |
| 9               | LMP2    | 41  | Greaves Motorsport           | Christian Zugel Ricardo González Elton Julian           | Zytek Z11SN               | 316 |
| 10              | LMP1    | 21  | Strakka Racing               | Nick Leventis Danny Watts Jonny Kane                    | HPD ARX-03a               | 316 |
| 11              | LMP2    | 25  | ADR-Delta                    | John Martin Tor Graves Robbie Kerr                      | Oreca 03                  | 315 |
| 12              | LMPC    | 06  | Core Autosport               | Alex Popow E. J. Viso Burt Frisselle                    | Oreca FLM09               | 312 |
| 13              | LMPC    | 52  | PR1 Mathiasen Motorsports    | Butch Leitzinger Ken Dobson Rudy Junco                  | Oreca FLM09               | 311 |
| 14              | LMPC    | 05  | Core Autosport               | Jon Bennett Colin Braun Éric Lux                        | Oreca FLM09               | 310 |
| 15              | LMP1    | 16  | Audi Sport Team Joest        | André Lotterer Benoît Tréluyer Marcel Fässler           | Audi R18 TDI              | 310 |
| 16              | LMP1    | 22  | JRM                          | David Brabham Karun Chandhok Peter Dumbreck             | HPD ARX-03a               | 309 |
| 17              | GT      | 56  | BMW Team RLL                 | Joey Hand Dirk Müller Jonathan Summerton                | BMW E92 M3                | 307 |
| 18              | GT      | 03  | Corvette Racing              | Jan Magnussen Antonio García Jordan Taylor              | Chevrolet Corvette C6 ZR1 | 307 |
| 19              | GTE Pro | 71  | AF Corse                     | Andrea Bertolini Olivier Beretta Marco Cioci            | Ferrari 458 Italia        | 307 |
| 20              | GT      | 4   | Corvette Racing              | Oliver Gavin Tommy Milner Richard Westbrook             | Chevrolet Corvette C6 ZR1 | 307 |
| 21              | GT      | 155 | BMW Team RLL                 | Jörg Müller Bill Auberlen Uwe Alzen                     | BMW E92 M3                | 307 |
| 22              | GTE Pro | 77  | Team Felbermayr Proton       | Richard Lietz Marc Lieb Patrick Pilet                   | Porsche 997 GT3 RSR       | 306 |
| 23              | GT      | 48  | Paul Miller Racing           | Bryce Miller Sascha Maassen Rob Bell                    | Porsche 997 GT3 RSR       | 303 |
| 24              | LMPC    | 7   | Merchant Services Racing     | Chapman Ducote Javier Echeverria Pablo Sánchez López    | Oreca FLM09               | 303 |
| 25              | GT      | 044 | Flying Lizard Motorsports    | Darren Law Seth Neiman Andy Lally                       | Porsche 997 GT3 RSR       | 303 |
| 26              | GT      | 02  | Extreme Speed Motorsports    | Ed Brown Jeff Segal Anthony Lazzaro                     | Ferrari 458 Italia        | 302 |
| 27              | GTE Am  | 88  | Team Felbermayr Proton       | Christian Ried Gianluca Roda Paolo Ruberti              | Porsche 997 GT3 RSR       | 298 |
| 28              | LMP2    | 54  | Black Swan Racing            | Tim Pappas Bret Curtis Jon Fogarty                      | Lola B11/80               | 298 |
| 29              | GTE Am  | 70  | Larbre Compétition           | Christophe Bourret Pascal Gibon Jean-Philippe Belloc    | Chevrolet Corvette C6 ZR1 | 297 |
| 30              | LMP1    | 12  | Rebellion Racing             | Nicolas Prost Neel Jani Nick Heidfeld                   | Lola B12/60               | 296 |
| 31              | GTC     | 023 | Alex Job Racing              | Bill Sweedler Townsend Bell Dion von Moltke             | Porsche 997 GT3 Cup       | 292 |
| 32              | GTE Pro | 97  | Aston Martin Racing          | Stefan Mücke Adrián Fernández Darren Turner             | Aston Martin Vantage V8   | 292 |
| 33              | GTC     | 022 | Alex Job Racing              | Cooper MacNeil Leh Keen Louis-Philippe Dumoulin         | Porsche 997 GT3 Cup       | 291 |
| 34              | LMP1    | 13  | Rebellion Racing             | Andrea Belicchi Harold Primat Jeroen Bleekemolen        | Lola B12/60               | 291 |
| 35              | GTC     | 34  | Green Hornet Racing          | Peter LeSaffre Damien Faulkner Sebastiaan Bleekemolen   | Porsche 997 GT3 Cup       | 290 |
| 36              | GT      | 17  | Team Falken Tire             | Wolf Henzler Bryan Sellers Martin Ragginger             | Porsche 997 GT3 RSR       | 290 |
| 37              | GTC     | 66  | TRG                          | Spencer Pumpelly Emilio Di Guida Marc Bunting           | Porsche 997 GT3 Cup       | 287 |
| 38              | GTE Am  | 61  | AF Corse-Waltrip             | Robert Kauffman Michael Waltrip Rui Águas               | Ferrari 458 Italia        | 283 |
| 39              | LMPC    | 5   | Muscle Milk Pickett Racing   | Mike Guasch Memo Gidley Roger Wills                     | Oreca FLM09               | 282 |
| 40              | GTC     | 11  | JDX Racing                   | Chris Cumming Mark Bullit Kévin Estre                   | Porsche 997 GT3 Cup       | 282 |
| 41              | LMP2    | 37  | Conquest Endurance           | Martin Plowman David Heinemeier Hansson Jan Heylen      | Morgan LMP2               | 281 |
| 42              | GTC     | 024 | Competition Motorsports      | Bob Faieta Michael Avenatti Cort Wagner                 | Porsche 997 GT3 Cup       | 279 |
| 43              | GT      | 01  | Extreme Speed Motorsports    | Scott Sharp Johannes van Overbeek Guy Cosmo             | Ferrari 458 Italia        | 278 |
| 44              | LMP2    | 28  | Gulf Racing Middle East      | Fabien Giroix Maxime Jousse Jan Charouz                 | Lola B12/80               | 277 |
| 45              | GTC     | 32  | GMG Racing                   | James Sofronas Alex Welch René Villeneuve               | Porsche 997 GT3 Cup       | 276 |
| 46              | LMPC    | 18  | Performance Tech Motorsports | Anthony Nicolosi Ricardo Vera Raphael Matos             | Oreca FLM09               | 274 |
| 47              | GTE Am  | 57  | Krohn Racing                 | Tracy Krohn Niclas Jönsson Michele Rugolo               | Ferrari 458 Italia        | 265 |
| 48              | LMPC    | 9   | RSR Racing                   | Bruno Junqueira Tomy Drissi Roberto González junior     | Oreca FLM09               | 255 |
| 49              | GTE Am  | 55  | JWA-Avila                    | Joël Camathias William Binnie Markus Palttala           | Porsche 997 GT3 RSR       | 252 |
| 50              | GT      | 45  | Flying Lizard Motorsports    | Jörg Bergmeister Marco Holzer Patrick Long              | Porsche 997 GT3 RSR       | 251 |
| Disqualifiziert |         |     |                              |                                                         |                           |     |
| 51              | GTE Pro | 51  | AF Corse                     | Giancarlo Fisichella Gianmaria Bruni Toni Vilander      | Ferrari 458 Italia        | 215 |
| Ausgefallen     |         |     |                              |                                                         |                           |     |
| 52              | LMP2    | 31  | Lotus                        | Thomas Holzer Mirco Schultis Luca Moro                  | Lola B12/80               | 310 |
| 53              | LMP1    | 6   | Muscle Milk Pickett Racing   | Klaus Graf Simon Pagenaud Lucas Luhr                    | HPD ARX-03a               | 302 |
| 54              | GTE Am  | 50  | Larbre Compétition           | Patrick Bornhauser Julien Canal Pedro Lamy              | Chevrolet Corvette C6 ZR1 | 288 |
| 55              | GTC     | 031 | NGT Motorsport               | Angel Andres Benitez Angel Rafael Benitez Nicki Thiim   | Porsche 997 GT3 Cup       | 236 |
| 56              | LMP1    | 15  | OAK Racing                   | Guillaume Moreau Dominik Kraihamer Bertrand Baguette    | OAK Pescarolo 01          | 233 |
| 57              | GTC     | 30  | NGT Motorsport               | Henrique Cisneros Sean Edwards Carlos Kauffmann         | Porsche 997 GT3 Cup       | 205 |
| 58              | LMPC    | 025 | Dempsey Racing               | Henri Richard Duncan Ende Dane Cameron                  | Oreca FLM09               | 173 |
| 59              | LMP2    | 95  | Level 5 Motorsports          | Scott Tucker Luis Díaz Ryan Hunter-Reay                 | HPD ARX-03b               | 85  |
| 60              | LMP2    | 23  | Signatech Nissan             | Jordan Tresson Franck Mailleux Olivier Lombard          | Oreca 03                  | 85  |
| 61              | GTE Pro | 59  | Luxury Racing                | Frédéric Makowiecki Jaime Melo Jean Karl Vernay         | Ferrari 458 Italia        | 83  |
| 62              | LMPC    | 8   | Merchant Services Racing     | Kyle Marcelli Lucas Downs Dean Stirling                 | Oreca FLM09               | 38  |
| 63              | GTE Am  | 58  | Luxury Racing                | Pierre Ehret Dominik Farnbacher François Jakubowski     | Ferrari 458 Italia        | 1   |
| Nicht gestartet |         |     |                              |                                                         |                           |     |
| 64              | LMP2    | 29  | Gulf Racing Middle East      | Frédéric Fatien Keiko Ihara Stefan Johansson            | Lola B12/80               | 1   |

1 Keine Trainingszeit

### Nur in der Meldeliste
Zu diesem Rennen sind keine weiteren Meldungen bekannt.

### Klassensieger
| Klasse | Fahrer           | Fahrer         | Fahrer             | Fahrzeug            | Platzierung im Gesamtklassement |
| ------ | ---------------- | -------------- | ------------------ | ------------------- | ------------------------------- |
| LMP1   | Allan McNish     | Tom Kristensen | Rinaldo Capello    | Audi R18 TDI        | Gesamtsieg                      |
| LMP2   | Enzo Potolicchio | Ryan Dalziel   | Stéphane Sarrazin  | HPD ARX-03b         | Rang 3                          |
| LMPC   | Alex Popow       | E. J. Viso     | Burt Frisselle     | Oreca FLM09         | Rang 12                         |
| GT     | Joey Hand        | Dirk Müller    | Jonathan Summerton | BMW E92 M3          | Rang 18                         |
| GTE Am | Christian Ried   | Gianluca Roda  | Paolo Ruberti      | Porsche 997 GT3 RSR | Rang 27                         |
| GTC    | Bill Sweedler    | Townsend Bell  | Dion von Moltke    | Porsche 997 GT3 Cup | Rang 31                         |

### Renndaten
- Gemeldet: 64
- Gestartet: 63
- Gewertet: 50
- Rennklassen: 6
- Zuschauer: 90000
- Wetter am Renntag: warm und trocken
- Streckenlänge: 6,019 km
- Fahrzeit des Siegerteams: 12:00:12,191 Stunden
- Gesamtrunden des Siegerteams: 325
- Gesamtdistanz des Siegerteams: 1956,175 km
- Siegerschnitt: unbekannt
- Pole Position: André Lotterer – Audi R18 TDI (#1) – 1:45,820 = 204,700 km/h
- Schnellste Rennrunde: André Lotterer – Audi R18 TDI (#1) – 1:46,567 = 203,300 km/h
- Rennserie: 1. Lauf zur ALMS-Saison 2012
- Rennserie: 1. Lauf zum FIA-Langstrecken-Weltmeisterschaft 2012